# Rudskogen

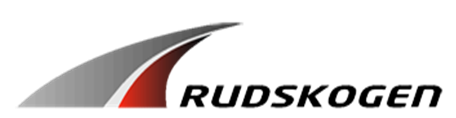
Logo del circuito.

Rudskogen Motorsenter es el circuito de carreras de asfalto más antiguo de Noruega, inaugurado el 20 de mayo de 1990. En 2006, el gobierno noruego seleccionó el Rudskogen Motorsenter como la principal instalación nacional de deportes de motor.
La pista de carreras de motos y automóviles en Rudskogen Motorsenter tiene 3.254 km (2.022 mi) de largo, se encuentra en un terreno forestal ondulado y se considera técnicamente exigente para los conductores. La recta más larga es de 640 m (2,100 pies) y la diferencia de elevación es de 42 m (138 pies). Las carreras para automóviles y motocicletas se organizan allí en una variedad de clases y la pista también se contrata en forma privada para eventos corporativos y capacitación organizativa, por ejemplo, para personal de servicios de emergencia.
La pista de karts Rudskogen, ubicada en la misma instalación, tiene una longitud de 1,2 km (0,7 mi) y cumple con los estándares internacionales de karting. Una serie de eventos a gran escala se han llevado a cabo en esta pista, incluida una ronda del Campeonato de Europa de Karting en 2005.
Los datos del Instituto Meteorológico de Noruega muestran que el circuito en Rudskogen se puede usar durante 8 semanas más por año que otros circuitos de carreras existentes en Noruega, debido a su ubicación al sur.
En 2012, el circuito fue reabierto tras reformas diseñadas por Hermann Tilke.